# ゴールドラッシュ (お笑いコンビ)
ゴールドラッシュは、かつてトゥインクル・コーポレーションに所属していた日本のお笑いコンビ。1999年4月結成。2020年9月解散。

## メンバー
田邉 利博（たなべ としひろ、1981年2月4日 - ）
- ツッコミ・ネタ作り担当、立ち位置は向かって左。
- 石川県出身。
- 身長175cm、体重69kg、血液型O型。
- 趣味　ビデオ鑑賞、漫画、ゲーム（特に『ストリートファイターIV』、『ポケットモンスター』）、サバイバルゲーム
- 大のゲーム好きで、東京ゲームショー2004のコナミブースや、東京オートサロン2005のコナミ「ENTHUSIA」ブースのMCを担当していた。
- 重度の中二病。
- 肉は嫌いだがハンバーグは好き。
- トゥインクルサッカー部所属
- 人が拷問されている声を扉の外で聴くのが好きで、『トムとジェリー』の叫び声だけを集めたりしているが、実際に血を見るのは苦手。
- 西光海、石川勇樹と共に「MANGAjack」として活動していて漫画について語るポッドキャスト（毎週月曜日）やゲーム実況やフリートークなどのニコニコ生放送（不定期）を配信している。
- 神奈川県相模原市の橋本で活動しているローカルヒーロー『まなび戦隊オシエルンジャー』オシエブルーとしてもアリオ橋本を中心に活動している（2013年12月から『カミ×ワラ』が始まり、カミ×ワラと時間が被っているため出れなくなってしまった）。2014年8月にカミワラが終了したため復帰。
- 『おはスタ』（テレビ東京）ポケモン部に知性派ポケモンゲーマー芸人として登場。入部を許可される。
- 2017年にポケモンカードルールエキスパートとイベントオーガナイザーの資格を取得。

どいちゅー（旧芸名及び本名:土井 忠（どい ただし）、1981年3月25日 - ）
- ボケ担当、立ち位置は向かって右。
- 兵庫県出身。
- 身長166cm、体重60kg、血液型O型。
- 趣味　読書（漫画）、ゲーム、飲酒、ギター、アニメ、サバイバルゲーム
- 特技　料理
- 元ヤンキーで現在はオタク。
- ゲーム『Fate/stay night』のセイバーを嫁として「二次元妻帯者」として活動している。
- せじも（ねじ）とアコースティックデュオ『しょうちゅー』を結成し作詞を担当。オリジナル曲を自主制作、CD化している。
- 『チェインクロニクル』をプレイしており、公式生放送にも出演。
- 動物の知識に長けている。
- 甘いものや餅が嫌い。
- 拷問や処刑の歴史に詳しい。
- ムーミンの登場人物「スナフキン」を尊敬している。
- アダルトビデオのコレクター。
- 二次元ではロリ、三次元では熟女が好き。
- 居酒屋で働いていたこともあり、料理が得意。
- 髪の毛は自分で切っている。
- よく迷子になる。
- トゥインクルサッカー部、トゥインクル野球部所属
- もともと本名で活動していたが、土井と呼び捨てにされるのが嫌で2012年1月15日 どいちゅーtwitterにて『どいちゅー』に改名したことを発表した。
- コスプレ芸人会に所属し、我愛羅（NARUTO）、シャンクス（ONE PIECE）等のコスプレを披露している。
- 人前でご飯を食べるのが恥ずかしい。
- 相方を「とっちゃん」と呼ぶことがある。
- 2020年4月24日、馬場さおり（荒ぶる神々）と結婚した事を公式twitterアカウントで発表した[1]。

## 来歴
二人ともNSC出身。田邉が土井を誘う形で結成。結成した時は「仮で」のつもりだったという。コンビ名は、テレビドラマ『恋はあせらず』（フジテレビ）でのあるシーンの台詞から採ったとしている。
- 大阪NSC卒業後、吉本興業には所属せず上京。現在の事務所トゥインクル・コーポレーションに声を掛けられ所属。
- マシンガンズと親交が深く、定期開催されていたトークライブ『ここだけの悪口』などで漫画について語っていた。
- 2012年9月13日クレオパトラのトークライブに「会ってみたい」とゲストで呼ばれ出演。意気投合しそれ以後、共に「パトラッシュ」というユニットでも活動している。
- 2020年8月6日、同年9月4日のライブをもって解散し、共にトゥインクルを退社することを発表。なお、それぞれ個人での活動は継続する[3]。

## 芸風
- 10年以上漫才をしていたが、現在はコントが主流。
- 最近では「漫画やアニメなどでよくあるシーン」をダイジェストでみせるネタもある。
- 漫画・アニメなどを題材としたネタが多い。
- 漫才の始めにアニメでよく見られるシーンを演じる。
- 漫才の終わりにアニメの次回予告のセリフを言う。

## 出演

### テレビ
- ガチンコ視聴率バトル（テレビ朝日、2005年）
- エンタの天使（日本テレビ、2008年11月5日）- キャッチコピーは「2人だけの奇妙なシンポジウム」
- 爆笑トライアウト（NHK総合、2009年7月7日）
  - 会場審査で1位（453TP）となり、オンバト挑戦権獲得。視聴者投票は7位（370票）。
- 爆笑オンエアバトル（NHK総合、2009年7月25日）戦績0勝1敗 最高369KB
- オンバト+（NHK総合）戦績3勝3敗 最高449KB
- 笑う新選組（CSテレ朝チャンネル、2012年4月20日）
- 新進気鋭（日本テレビ、2012年8月4日）
- おはスタ（テレビ東京、2015年1月19日、2015年3月6日)おはスタポケモン部（田邉のみ）

### ネット番組
- ゴールドラッシュの弾幕浴びたい！　（2012年8月28日開始 月1、ニコジョッキー）
- アナログゲームセンター〜汝は人狼なりや〜（月1、ニコジョッキー）
- アキバ大好き祭り2012、2013  中継レポーター
- ニコニコ生放送『年末ゲーム実況特番 大晦日ファイナルクエスト！～自宅を警備するのは君だ～』(どいちゅーのみ)
- SEGAステージ@闘会議2015『セガネットワークス at AppBank Mk-17 in 闘会議2015』（どいちゅーのみ）

### ライブ
- トゥインクル・コーポレーションライブ
- アキバのお笑い
- 東京アイラブユー
- セキヲネ
- 超新人ネタバトルライブ
- カミ×ワラ
- 劇団ムゲンダイ
- 仮面Xの悲劇
- 神保町花月「悪ト善」
- 二次元妻帯者の夜　(どいちゅーのみ)

他

### 舞台
- 青春ゲットバックseason2 （LEVELS　2016年1月26日～1月31日）
- 観光ホテルオーシャン望海（LEVELS　2016年12月7日～12月11日、田邉のみ）
- うつくしい世界（こゆび侍　2016年9月21日～9月25日、田邉のみ）
- 無礼講in to the room（LEVELS　2017年1月24日～1月29日、どいちゅーのみ）
- 芸人×声優コントライブ『異世界より』（LEVELS　2017年3月22日～3月23日）
- one night after 12AM（LEVELS　2017年5月17日～5月21日、どいちゅーのみ）
- ひとりごとターミナル（LEVELS　2017年9月20日～9月24日、どいちゅーのみ）
- 禁断のボーダーライン（LEVELS　2018年1月23日～1月28日、どいちゅーのみ）
- 「　　」（エンニュイ　2018年7月4日～7月8日、田邉のみ）
- チャラ劇『咽び泣く焦燥感』（2018年11月30日～12月2日）
- ゑんら絵巻『私を地獄に連れてって。』（2019年1月10日～1月11日、田邉のみ）
- MILK CHOCOLATE（2019年2月8日～2月10日、田邉のみ）
- チャラ劇『可愛い妬み』（2019年2月22日～2月24日）
- 手掴みで掴みきれなかったから、、、2019秋（エンニュイ　2019年11月21日～11月24日、田邉のみ）
- ゑんら絵巻『地獄でつかまえて』（2020年1月22日～1月26日、田邉のみ）

## 主な公演
- 単独ライブ『ラッシュトーク』（2006年）
- 単独ライブ『導かれし無職たち』（2007年）
- 単独ライブ『空と海と大地と呪われし腐女子』
- 単独ライブ『天空のヲタ嫁』（2008年）
- 単独ライブ『劇場版黄金連打 星空のもとニート』（2010年）
- 単独ライブ『おとなもこどももじたくけーびいんも』（2012年）
- 単独ライブ『神々のクライソース』（2014年）
- 単独ライブ『セレクトライブ・ダークネスクロニクル』（2015年）
- 単独ライブ『アナザーアポカリプス』（2017年）
- 解散ライブ『ゴールドラッシュ最終奥義〜俺たちの戦いはこれからだ！〜』(2020年)